# 漳州职业技术学院
24°31′17.08″N 117°38′17.5″E / 24.5214111°N 117.638194°E
漳州职业技术学院是中华人民共和国的一所全日制专科公办普通高等职业学校，位于福建省漳州市芗城区。是福建省首批全日制高等职业学校之一。

## 簡介
漳州职业技术学院占地1250亩，有大型图书馆、游泳池、足球场、学生实训中心等建筑和设施。其校区背靠马鞍山麓，并被西洋坪路、大学西路、学府路这三条公路所包围。其“学生宿舍”（亦称“学生公寓”）共可入住12000名学生。宿舍区分校内宿舍区和校外宿舍区，其中，校外宿舍区又分“通鑫学生宿舍区”和“西洋学生宿舍区”，分别位于学生街两侧。

## 历史沿革
该校创办于1984年，原名漳州职业大学 。2002年4月，更名为"漳州职业技术学院"。

## 学院设置
学院现有10个系，66个专业，分别为:
- 食品与生物工程系
- 计算机工程系
- 应用外国语系
- 旅游与酒店管理系
- 汽车工程系
- 电子工程系
- 建筑工程系
- 人文社科与艺术系
- 经济管理系
- 机械与自动化工程系

## 姐妹校
- 大同技術學院（台灣嘉義市東區）

## 公交車
- 漳州公交（可往返漳州站）
  - 11路
  - 25路